# الكتيبة 6888 (فلم)
الكتيبة 6888 The Six Triple Eight هو فيلم درامي حربي أمريكي صدر عام 2024، من تأليف وإخراج تايلر بيري، يروي قصة الكتيبة 6888 البريدية المركزية، وهي كتيبة مكونة بالكامل من نساء سوداوات خلال الحرب العالمية الثانية. الفيلم مستند إلى مقال "القتال في جبهتين" بقلم كيفن إم. هيميل. يضم الفيلم طاقم تمثيل مميز بقيادة كيري واشنطن، إيبوني أوبسيديان، ميلاونا جاكسون، شانيس شانتاي، سارة جيفري، بيبي سونوغا، غريغ سولكين، سوزان ساراندون، دين نوريس، سام ووترستون، كايلي جيفرسون، موريا براون، وأوبرا وينفري.
تم عرض الفيلم في دور سينما مختارة بتاريخ 6 ديسمبر 2024، ورُشحت أغنيته الرئيسية "الرحلة" لجائزة أفضل أغنية أصلية في حفل الأوسكار الـ97. فاز الفيلم بجميع ترشيحاته الخمسة في جوائز NAACP Image الـ56، بما في ذلك جائزة أفضل فيلم سينمائي وجوائز تمثيل لكيري واشنطن، إيبوني أوبسيديان، وطاقم التمثيل.

## القصة
تدور القصة حول أم من وست فرجينيا تنتظر أخبار أبنائها المقاتلين في الخارج، بينما تواجه لينا وأبرام، صديقا طفولة، تحديات علاقتهما الرومانسية في فيلادلفيا خلال الأربعينيات (لينا سوداء وأبرام يهودي). يُقتل أبرام، الطيار المقاتل، في الحرب، فتقرر لينا التجنيد بعد تخرجها. خلال التدريب في جورجيا، تلتقي لينا بمجندات أخريات يصبحن صديقاتها، وتتدرب تحت قيادة النقيب تشاريتي آدامز والملازم نويل كامبل. تواجه الكتيبة تأخيرًا في إرسالها للخارج.
تقنع الأم من وست فرجينيا إليانور روزفلت بأهمية تسليم البريد للعائلات، فيكلف الرئيس روزفلت الكتيبة 6888 بحل أزمة تراكم ملايين الرسائل في بريطانيا. تعبر الكتيبة المحيط الأطلسي في رحلة مضطربة على متن السفينة إيل دو فرانس دون حراسة بحرية، وتصل إلى غلاسكو حيث تواجه ضابطًا عنصريًا، الجنرال هالت. يُجبرهن على السير إلى مدرسة مهجورة موبوءة بالفئران، ويُعطين مهلة ستة أشهر لتحويلها إلى مكتب بريد وثكنة، وتسوية تراكم بريد يمتد لعامين.
تعمل الكتيبة بجد لتحسين ظروف المعيشة وتنظيم قاعة الفرز، لكنهن يواجهن تحديات مثل التكرارات في الأسماء، تحركات الوحدات العسكرية، وتلف الرسائل بسبب الفئران والرطوبة. تنهار لينا عند رؤية بطاقات تعريف متضررة، وتكشف عن علاقتها بأبرام وعدم تلقيها رسائله، مما يبرز أهمية عملهن. تستضيف الكتيبة رقصة لرفع معنويات الجنود السود، حيث تلتقي لينا بهيو، لكنها تتراجع بسبب ذكريات أبرام.
يكتشف ضباط بيض أن بعض الرسائل تُفتح، فيوضحن التحديات التي يواجهنها. بعد وفاة الرئيس روزفلت، يرسل الجنرال هالت قسيسًا للتجسس، لكنه يُطرد بعد تقريره السلبي عن آدامز. تُقتل اثنتان من الكتيبة بسبب قنبلة غير منفجرة، وتجد لينا رسالة من أبرام تخبرها أن تعيش حياة طويلة، مما يمنحها السلام الداخلي. يزور الجنرال هالت الكتيبة ويهدد باستبدال آدامز، لكنها تواجهه بقوة، مدعومة من فريقها.
تنجح الكتيبة في تسوية 17 مليون رسالة في 90 يومًا فقط، وتُرسل لاحقًا إلى روان، فرنسا، لمهمة مماثلة. بعد الحرب، تتزوج لينا من هيو وتعيش حياة طويلة. لم تُقدَّر الكتيبة عند عودتها إلى أمريكا، لكن ميشيل أوباما تكرمها لاحقًا، وتُعاد تسمية قاعدة فورت لي باسم فورت غريغ-آدامز تكريمًا لآدامز.

## الإنتاج
أُعلن في ديسمبر 2022 أن تايلر بيري سيكتب ويخرج الفيلم لنتفليكس، مستندًا إلى مقال هيميل المنشور في فبراير 2019 بمجلة WWII History. بدأ التصوير في 17 يناير 2023 في أتلانتا، وشمل مواقع في ليتل جيرماني، برادفورد، ومتحف الحرب الإمبراطوري في دوكسفورد، بالإضافة إلى سيدارتاون، جورجيا. بلغت ميزانية الفيلم 70 مليون دولار، مما يجعله أضخم إنتاجات بيري وأكثرها تكلفة.